# イズミフミ
イズミ フミ は、日本の女性シンガーソングライター。北海道小樽市出身。

## 略歴
北海道小樽市朝里川温泉出身。身長153 cm。血液型A型。
2015年8月29日 1st アルバム「1.2.3.2.3!!!!!」CD release
2017年7月23日 シングル「夏の悪魔」digital release
2018年10月29日 シングル「silent cry」digital release
2018年11月21日 シングル「SPY」digital release
2019年3月25日 1st EP「夢見がち脳内」CD&digital release
2019年8月28日 シングル「ダイキライダヨベイビーボーイ」digital release
2019年11月11日 シングル「DIAMOND GIRL」digital release
2020年3月24日 シングル「FIGHTING LOVE」digital release
2020年4月27日 シングル「蜜の味」digital release
2020年7月23日 2nd EP「おままごと日和」CD&digital release
2021年6月2日 シングル「Odore Groovy Night」digital release
2021年7月28日 シングル「Summer Paradise」digital release
2021年11月10日 シングル「Lonely Hungry」digital release
2021年12月29日 シングル「Hold On,Pain Ends」digital release